# Łupawa (gmina)
Łupawa – dawna gmina wiejska istniejąca w latach 1945–1954 i 1973–1976 w woj. gdańskim, szczecińskim, koszalińskim i słupskim (dzisiejsze woj. pomorskie). Siedzibą władz gminy były Łupawa.
Gmina Łupawa powstała po II wojnie światowej (1945) na terenie tzw. Ziem Odzyskanych (tzw. III okręg administracyjny – Pomorze Zachodnie). 25 września 1945 gmina – jako jednostka administracyjna powiatu słupskiego – została powierzona administracji wojewody gdańskiego, po czym z dniem 28 czerwca 1946 została przyłączona do woj. szczecińskiego. 6 lipca 1950 gmina wraz z całym powiatem słupskim weszła w skład nowo utworzonego woj. koszalińskiego.
Według stanu z 1 lipca 1952 gmina składała się z 13 gromad: Dąbrówno, Dobieszewo, Dobra, Gogolewko, Gogolewo, Grąbkowo, Łabiszewo, Łupawa, Malczkowo, Podole Małe, Święchowo, Wieliszewo i Żarkowo. Gmina została zniesiona 29 września 1954 wraz z reformą wprowadzającą gromady w miejsce gmin.
Jednostkę reaktywowano 1 stycznia 1973 w tymże powiecie i województwie. 1 czerwca 1975 gmina weszła w skład nowo utworzonego woj. słupskiego.
1 lipca 1976 gmina została zniesiona a jej tereny przyłączone do gmin:
- Czarna Dąbrówka (obszary sołectw: Dobra, Gogolewko i Gogolewo),
- Potęgowo (obszary sołectw: Dąbrówno, Grąbkowo, Łupawa, Malczkówko, Nowa Dąbrowa, Wieliszewo i Żochowo).

1 stycznia 1996 sołectw: Dobra, Gogolewo i Gogolewko (bez kolonii Święchowo) wyłączono z gminy Czarna Dąbrówka i włączono do gminy Potęgowo. Odtąd prawie cały obszar gminy Łupawa z lat 1973–1976 znalazł się w granicach gminy Potęgowo; jedynie Święchowo pozostało w  gminie Czarna Dąbrówka i przez to w 1999 roku weszło w skład powiatu bytowskiego.